# Liste der Kulturdenkmäler in Gerolsheim
In der Liste der Kulturdenkmäler in Gerolsheim sind alle Kulturdenkmäler der rheinland-pfälzischen Ortsgemeinde Gerolsheim aufgeführt. Grundlage ist die Denkmalliste des Landes Rheinland-Pfalz (Stand: 19. Dezember 2024).

## Einzeldenkmäler
| Bezeichnung                     | Lage                                | Baujahr                           | Beschreibung | Bild                           |
| ------------------------------- | ----------------------------------- | --------------------------------- | --- | ------------------------------ |
| Kriegerdenkmäler und Grabmal    | Friedhofsweg, auf dem Friedhof Lage | um 1900                           | umfriedeter, um 1918 angelegter Friedhof; Kriegerdenkmal 1866 und 1870/71, reliefierte Stele; Kriegerdenkmal 1914/18 von 1930 und 1955 erweiterte Anlage mit Gefallenentafeln; Grabmal Müller, neugotisch, um 1910 | BW                             |
| Türsturz und Kelterhaus         | Hintergasse, an Nr. 8 Lage          | 1587                              | ehemaliger Sturz einer Renaissancepforte, bezeichnet 1587; im Hof Kelterhaus | BW                             |
| Torbogen                        | Hintergasse, an Nr. 21 Lage         | 1580                              | Rundbogentor, bezeichnet 1580 | BW                             |
| Protestantisches Schulhaus      | Obergasse 11 Lage                   | 1821                              | klassizistischer Walmdachbau, 1821, Aufstockung 1897/98 | BW                             |
| Katholische Kirche St. Leodegar | Obergasse 12 Lage                   | 1463                              | Turm angeblich bezeichnet 1463; historisierender Sandsteinquader-Saal, 1840–43; Barockepitaph des Generals Johann Georg von der Hauben († 1717); außen Kruzifix, 1829                                              | weitere Bilder Fotos hochladen |
| Zehntkeller des Dalberger Hofs  | Obergasse 18 Lage                   | 1605                              | Keller mit Steinschieberöffnungen, zwei Kreuzgewölbe, bezeichnet 1605 | BW                             |
| Hofanlage                       | Obergasse 25 Lage                   | 1920er Jahre                      | stattlicher Dreiseithof im Heimatstil, 1920er Jahre; Wohnhaus bezeichnet 1925, Torpfeiler eventuell älter; straßenbildprägend                                                                                      | BW                             |
| Wohnhaus                        | Obergasse 33 Lage                   | 1792                              | stattlicher klassizistischer Torhausbau mit Krüppelwalmdach, 1792 | BW                             |
| Wohnhaus                        | Obergasse 35 Lage                   | erste Hälfte des 18. Jahrhunderts | spätbarocker Putzbau, erste Hälfte des 18. Jahrhunderts | BW                             |
| Hofanlage                       | Römerstraße 1 Lage                  | 17. und 18. Jahrhundert           | anspruchsvolle Hofanlage, 17. und 18. Jahrhundert; spätbarocker Krüppelwalmdachbau, aufwändige Renaissancetoranlage, bezeichnet 1618 und 1710 (Erneuerung)                                                         | BW                             |
| Wohnhaus                        | Römerstraße 5 Lage                  | 1718                              | eingeschossiges spätbarockes Eckwohnhaus, bezeichnet 1718, Sandsteinrelief bezeichnet 1722 | BW                             |
| Protestantische Kirche          | Stichelgasse 7 Lage                 | 1834                              | kubischer Saalbau mit Rundbogenöffnungen, bezeichnet 1834, Architekt August von Voit | weitere Bilder Fotos hochladen |
| Madonna                         | Untergasse, an Nr. 2 Lage           | 18. Jahrhundert                   | Madonna, spätbarock, 18. Jahrhundert | BW                             |